# مدينة الجبيل الصناعية
مدينة الجبيل الصناعية هي أكبر مدينة صناعية في العالم تأسست عام 1975 وتقع في مدينة الجبيل بالمنطقة الشرقية في المملكة العربية السعودية على ساحل الخليج العربي. تغطي مساحة 1016 كيلومترًا مربعًا وتشمل مجمعات صناعية ومنشآت كبرى وموانئ. تساهم المدينة بحوالي 7٪ من الناتج المحلي الإجمالي للمملكة.
تم بناء المدينة من قبل شركة Bechtel التي تتخذ من الولايات المتحدة مقراً لها ابتداءً من عام 1976. وتم توسيع نطاق مشروع بخطة إتمام في عام 2021 بتكلفة 20 مليار دولار.
مدينة الجبيل الصناعية هي مدينة صناعية تقع في مدينة الجبيل شرق المملكة العربية السعودية، على ساحل الخليج العربي.على بعد 100 كم شمال الدمام عاصمة المنطقة الشرقية، ويوفر لها موقعا فريد ميزتين هامتين أولاهما قربهما من المرات البحرية الدولية على الخليج، وثانيهما قريبهما من مصادر الطاقة والمواد الخام اللازمة لصناعة التكرير والصناعات البتركيماوية وعلى هذا فقد تم إعداد خطة عامة طويلة المدى تحدد مسار التنمية لهذه المدينة الفتية على أكمل وجه ممكن، وتتمثل أهم أهداف هذه الخطة:
1- ترجمة أهداف الخطة التنموية الخمسية للدولة إلى مشروعات وبرامج لتنمية وتطوير مدينة الجبيل الصناعية..
2 - وضع إطار شامل ومتكامل للتنمية بما يكفل توجيه دقة للمدينة في التجاه المرسوم لها..
3- تشجيع الاستثمار في القطاع الصناعي، وخصوصاً الالصناعات البتروكيماوية، وكذلك القطاعين التجاري والسكني في المدينة، والمشاركة في تنميتها تماشياً مع أهداف الخطط الخمسية للدولة..
4- مراقبة المدينة وتطورها لتقويم مراحل النمو واكتشاف أي آثار عكسية في وقت مبكر..
5- تحديد متطلبات التنمية والتطوير من تجهيزات أساسية ومرافق ومساكن وغيرها من الخدمات الاجتماعية والبلدية لضمان توفير الراحة والاستقرار لقاطني المدينة.
6- تحديد النطاق العمراني، ووضع الأنظمة واللوائح اللازمة تفادياً للنمو والتوسع العمراني..
7- وضع البرامج اللازمة لتطوير وتنمية الكوادر الوطنية وإعدادها للاضطلاع بمهمة تنمية وتطوير وإدارة المدينة..

## التقسيم الجغرافي
قسمت المدينة لتبلغ مساحتها (1016) كيلومتر مربع تقريباً..
حسب الخطة العامة قسمت الجبيل إلى أربع مناطق جغرافية..
1- المنطقة السكنية.
2- منطقة المطار..
3-المنطقة الصناعية - الجبيل - (1).
4- المنطقة الصناعية - الجبيل - (2).
وإضافة إلى هذه المناطق الأربع توجد شمال شرق المنطقة السكنية جزيرة الباطنة وهي بمساحة (34) كيلو متر مربع ى.. وتقع بين جزيرة رأس أبو علي ومدينة الجبيل الصناعية.. والتي تخترقها خطوط الكهرباء وطريق يربط مرافق شركة الزيت.. في المنطقة..

## الهيئة الملكية للجبيل وينبع
اعتمد النمو الاقتصاي للمملكة العربية السعودية لسنوات عديدة على إنتاج الزيت الخام وتصديره كمصدر وحيد للدخل القومي، في حين أن الغاز الطبيعي المصاحب لعمليات الإنتاج كان يحرق هدراً..
وباعتبار حقيقة هامة هي أن الزيت الخام ثروة ناضبة، وتتأثر عائداتها بالعرض والطلب، والمؤثرات السياسية والاقتصادية الدولية، فقد أجرت حكومة المملكة دراسات مستفيضة، تم على ضوئها وضع تصور لبناء قاعدة صناعية متكاملة تعتمد على استغلال الثروات والموارد الطبيعية المحلية عن طريق إنشاء مدينتين صناعيتين هما الجبيل وينبع على شاطئ الخليج العربي شرق المملكة، وينبع على ساحل البحر الأحمر غربها ولوضع هذا التصور موضع التطبيق تم تأسيس الهيئة الملكية للجبيل وينبعى بموجب المرسوم الملكي رقم (م / 75) وتاريخ 16 / 9 / 1395 هـ وقد منحها هذا المرسوم الكريم سلطات كاملة لإنشاء وتطوير التجهيزات الأساسية في كل من مدينتي الجبيل وينبع الصناعيتين، مع تخصيص ميزانية مستقلة، واستقلالاً إدارياً كاملاً، ما جعلها مؤسسة حكومية فريدة من نوعها في المملكة

## الصناعة
إن التصنيع هو خيار المملكة العربية السعودية.. فاستغلال الموارد الهيدروكربونية.. والاستفادة من توافر المواد الخام المتاحة تعتبر الهدف الرئيسي لوجود مدينة الجبيل الصناعية.. وما تضمه من صناعات..وترتكز فيها معظم صناعات البتروكيماويات في المملكة العربية السعودية ممثلة بعملاق الصناعات البتروكيماوية في العالم، الشركة السعودية للصناعات الأساسية (سابك)، كما توجد شركات أخرى للبتروكيماويات والصناعات النفطية. وتنقسم الصناعات إلى ثلاث فئات رئيسية هي:
1- الصناعات الأساسية.
2- الصناعات الثانوية..
3- الصناعات المساندة والخفيفة..
أولاً: الصناعات الأساسية
تعد منطقة الصناعات الأساسية حجر الأساس للصناعة في منطقة الجبيل الصناعية، حيث تضم عدداً كبيراً من الصناعات البتروكيماوية بالإضافة إلى مصنع الشركة السعودية للحديد والصلب ومصفاة ساسرف ويتم تصدير معظم منتجات هذه الصناعات التي يبلغ عددها (20) صناعة وطاقتها الإنتاجية (66,536) ألف طن سنوياً إلى الخارج في حين يتم استغلال كميات متزايدة من هذه المنتجات كمواد أواية للصناعات التحويلية في المدينة..
الصناعات الثانوية
تقع منطقة الصناعات الثانوية بالقرب من الصناعات الأساسية، ويتمثل الدور الرئيسي للصتاعات الثانوية في إماكانية الاستفادة من منتجات الصناعات الأساسية من خلال عمليات تصنيع إضافية معينة وذلك لإنتاج الوسائط البتروكيماوية، ومنتجات البلاستيك والحديد والمنتجات الكيماوية الأخرى المستخدمة في الأغراض الزراعية..
الصناعات المساندة والخفيفة
تضم منطقة الصناعات الخفيفة والمساندة العديد من المصانع التي تشكل منتجات الصناعات الأساسية والصناعات الثانوية مواد أولية لها.. وتقوم بتحويلها إلى مواد استهلاكية.. وتقوم بعض من هذه الصناعات باستخدام المواد الخام من مصادر مختلفة.. من داخل مدينة الجبيل الصناعية وخارجها.. وتضم هذه المنطقة بعض المؤسسات التجارية الكبرى التي توفر السلع والخدمات التي تحتاج إليها الصناعات بصفة عامة..